# Адам де ла Ал
Адам де ла Ал (фр. Adam de la Halle) био је француски средњовековни драмски писац.

## Живот
Рођен је 1235. године ву, у имућној грађанској породици. Учио је за свештеника, али је рано одустао, посветивши се књижевном раду. Због сукоба са локалним властима, морао је да напусти родни град. Умро је негде између 1285. и 1288. године у Напуљу.

## Књижевни рад
Познат је по два позоришна комада, који сведоче о постојању комичног позоришта у француској књижевности 13. века. То су Игра под сеницом и Игра о Робену и Мариони.

### Игра под сеницом
Игра под сеницом (фр. Le Jeu de la Feuilee) није драмско дело у правом смислу те речи. То је комична и сатирична „ревија“, у којој писац приказује самог себе, а затим сопствену породицу и грађане родног Араса. Број сцена је велики и карактерише их слаба међусобна повезаност. Писац говори о својој намери да остави жену и родни град да би наставио учење у Паризу. Тај део комада је написан у тада популарној форми „опраштања“ или сотије. Писац се ни овде не уздршава од сатиричних опаски, којих није лишен ни његов отац. Њему један лекар утврђује хроничну болест - тврдичлук, од које пате и други грађани Араса. Поред чисто реалистичких елемената појављују се и елементи фантастике, као што је лик виле Моргане и других вила које људима деле добро и зло. Након сцене у крчми, која је неизоставни део тадашњих комичних представа, весело друштво иде у цркву да запали свећу Богородици.
Дело је написано нешто пре 1270. године и пре свега било намењено Адамовим суграђанима. Зато су неке алузије, детаљи, па чак и општи смисао прилично неразумљиви данашњем читаоцу. 

### Игра о Робену и Мариони
Игра о Робену и Мариони (фр. Le jeu de Robin et de Marion) је потпуно другачији комад од Игре под сеницом. Адам га је написао око 1280, у јужној Италији, где је проводио своје последње године као песник и музичар у пратњи једног великаша. Због разлика између ова два комада, често се сумњало у то да је Адам де ла Ал аутор Игре под сеницом.
Игра о Робену и Мариони је драма написана у пасторалном духу. Говори о доживљајима пастирице Марион и њеног пријатеља Робена. Марион чува стадо оваца и пева песме, када наиђе један витез са соколом на руци, који је такође нешто певао. Он јој се удвара, али се одбијен удаљује. Долази Робен и Марион му исприча шта се догодило, а после заједно певају. Робен затим одлази да доведе неколико сељака да би био сигурнији. Витез се враћа, тражећи изгубљеног сокола и успут сретне и истуче Робена. Опет се удвара Мариони, покушава да је одведе, али она успева да га наговори да оде и враћа се вољеном Робену.
Адам де ла Ал је први писац који је драматизовао пасторалу, па је зато овај позоришни комад назван и „драмска пасторала“. С обзиром на песме које главни протагонисти певају, ово је и први пример комичне опере.